# تشاد براون (لاعب كرة قدم أمريكية)
تشاد براون (بالإنجليزية: Chad Brown)‏ هو لاعب كرة قدم أمريكية أمريكي، ولد في 12 يوليو 1970 في ألتادينا في الولايات المتحدة.

## وصلات خارجية
- تشاد براون على موقع مرجع كرة القدم المحترفة.كوم (الإنجليزية)
- تشاد براون على موقع مرجع كرة القدم المحترفة.كوم (الإنجليزية)